# Markos Gimeno Vesga
Markos Gimeno Vesga (nacido el 3 de mayo de 1974 en Ermua, España- 7 de diciembre de 2018 Eibar) fue un artista versátil y polifacético, autor de diversos juegos de palabras, actor, músico y diseñador gráfico.

## Reseña biográfica
Markos Gimeno era un hombre con una gran capacidad creativa. Tenía el don de animar, entretener y pensar en su entorno, pero al mismo tiempo, de vez en cuando sufría depresión y, a los cuarenta y cuatro años, se suicidó en Éibar.
En el terreno musical, actuó principalmente en grupos de Ermua. Tocó el bajo con The Pepes, su primera banda, después en la última formación de Julio Kageta, Dantzut,  y finalmente en PAM o Puto Amoak Matematiketan.
A partir de 1998, Gimeno se dedicó a los juegos de palabras, homónimos, palíndromos (se autodenominaba autore erotua / autor enloquecido) e invenciones lingüísticas en las que mezclaba vasco, castellano y otras lenguas. Miembro del Club Palindromista Internacional, fue uno de los pocos vascos en foros internacionales que se ocupaban de este campo de la ludolingüística. Se autoprodujo los libros 131 AZA (2014)  y SkizopozikS (2016), y fue el creador del juego colectivo #hitzokei a Twitter.
Con Juanma Rodríguez formó en 2011 el dúo artístico Hipo y Kondrias y Macho-maris. Había interpretado el recital experimental SkizopozikS  en solitario.

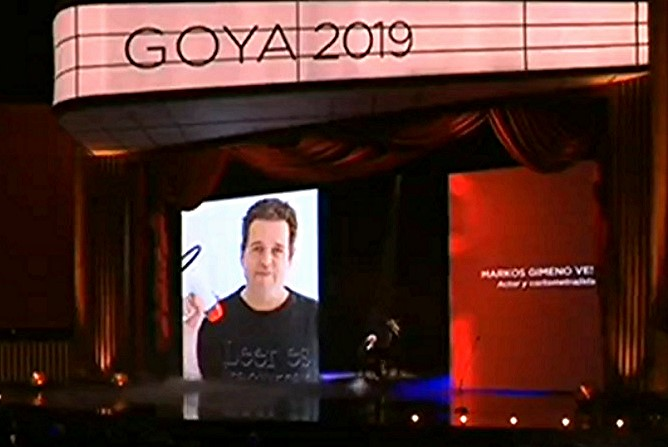
Markos Gimeno, recordado en la entrega de los Premios Goya 2019

Para rendir homenaje a su trayectoria artística, el noviembre de 2020, el diario vasco Berria hizo un documental sobre Markos Gimeno a partir de una exposición su obra personal que en enero de 2020 tuvo lugar en Ermua.